# Eurovision Song Contest 1986
Eurovision Song Contest 1986 blev afholdt i Grieghallen i Bergen, da Norge vandt Eurovision Song Contest 1985. Showet blev afholdt d. 3. maj 1986, det havde 20 deltagende lande, og vært var Åse Kleveland.

## Deltagere og resultater
| Sang nr. | Land           | Solist                      | Sang                                                                 | Plads | Point |
| -------- | -------------- | --------------------------- | -------------------------------------------------------------------- | ----- | ----- |
| 1        | Luxembourg     | Sherisse Laurence           | L'amour de ma vie Mit livs kærlighed                                 | 3     | 117   |
| 2        | Jugoslavien    | Doris Dragovic              | Željo moja Mit ønske                                                 | 11    | 49    |
| 3        | Frankrig       | Cocktail Chic               | Européennes Europæiske piger                                         | 17    | 13    |
| 4        | Norge          | Ketil Stokkan               | Romeo                                                                | 12    | 44    |
| 5        | Storbritannien | Ryder                       | Runner in the Night Løber i natten                                   | 7     | 72    |
| 6        | Island         | ICY                         | Gleðibankinn Glædens bank                                            | 16    | 19    |
| 7        | Holland        | Frizzle Sizzle              | Alles heeft ritme Alt har rytme                                      | 13    | 40    |
| 8        | Tyrkiet        | Klips & Onlar               | Halley Halley (opkaldt efter kometen)                                | 9     | 53    |
| 9        | Spanien        | Cadillac                    | Valentino Valentin                                                   | 10    | 51    |
| 10       | Schweiz        | Daniella Simons             | Pas pour moi Ikke for mig                                            | 2     | 140   |
| 11       | Israel         | Moti Giladi & Sarai Tzuriel | Yavoh yom En dag vil komme                                           | 19    | 7     |
| 12       | Irland         | Luv Bug                     | You Can Count on Me Du kan regne med mig                             | 4     | 96    |
| 13       | Belgien        | Sandra Kim                  | J'aime la vie Jeg elsker livet                                       | 1     | 176   |
| 14       | Vesttyskland   | Ingrid Peters               | Über die Brücke geh'n Gå over broen                                  | 8     | 62    |
| 15       | Cypern         | Elpida                      | Tora zo Nu lever jeg                                                 | 20    | 4     |
| 16       | Østrig         | Timna Brauer                | Die Zeit ist einsam Tiden er ensom                                   | 18    | 12    |
| 17       | Sverige        | Lasse Holm & Monica Törnell | E' de' det här du kallar kärlek Er det dét her, du kalder kærlighed? | 5     | 78    |
| 18       | Danmark        | Lise Haavik & Trax          | Du er fuld af løgn                                                   | 6     | 77    |
| 19       | Finland        | Kari                        | Paiva kahden ihmisen To menneskers dag                               | 15    | 22    |
| 20       | Portugal       | Dora                        | Não sejas mau para mim Vær ikke så sur på mig                        | 14    | 28    |